# 나루세 마코토
나루세 마코토(일본어: 成瀬 誠 なるせ まこと[*], 1974년 11월 3일 ~ )는 일본의 성우다. 시마네현 이즈모시 출신. 켄유 오피스 소속.